# Gisela Engeln-Müllges
Gisela Engeln-Müllges (Leipzig, 2 de março de 1940) é uma matemática alemã.

## Vida
Gisela Engeln-Müllges foi professora de análise numérica e processamento de dados da Fachhochschule Aachen (FH Aachen), de 1982 até aposentar-se em 2005.
Estudou na Universidade Técnica da Renânia do Norte-Vestfália em Aachen, onde obteve um doutorado em 1971.
Recebeu a Ordem do Mérito da República Federal da Alemanha em 13 de novembro de 1991.

## Obras
- Numerik-Algorithmen. Verfahren, Beispiele, Anwendungen. Engeln-Müllges, Gisela; Niederdrenk, Klaus; Wodicka, Reinhard. Springer-Verlag Berlin-Heidelberg, 2011, ISBN 978-3-540-62669-5.
- Formelsammlung zur numerischen Mathematik mit C-Programmen. Engeln-Müllges, Gisela. ISBN 978-3-411-14272-9.
- Formelsammlung zur Numerischen Mathematik mit Turbo-Pascal-Programmen. Engeln-Müllges, Gisela; Reutter, Fritz. 1987. ISBN 978-3-411-03156-6.
- Formelsammlung zur Numerischen Mathematik mit Fortran IV-Programmen. Engeln-Müllges, Gisela; Niederdrenk, Klaus; Wodicka, Reinhard. 9. Auflage 2005.  ISBN 978-3-540-62669-5.
- Kompaktkurs Ingenieurmathematik mit Wahrscheinlichkeitsrechnung und Statistik. Engeln-Müllges, Gisela (Herausgeber); Schäfer, Wolfgang; Trippler, Gisela. Fachbuchverlag Leipzig im Carl Hanser Verlag München-Wien, 2004. ISBN 978-3-446-22864-1.

## Ligações nternas
- Vita auf den Seiten der FH-Aachen
- Webseite von Gisela Engeln-Müllges
- Artikel auf www.juraforum.de zum 75. Geburtstag
- Gisela Engeln-Müllges in der Aachener Zeitung